# Jerzykowice Wielkie

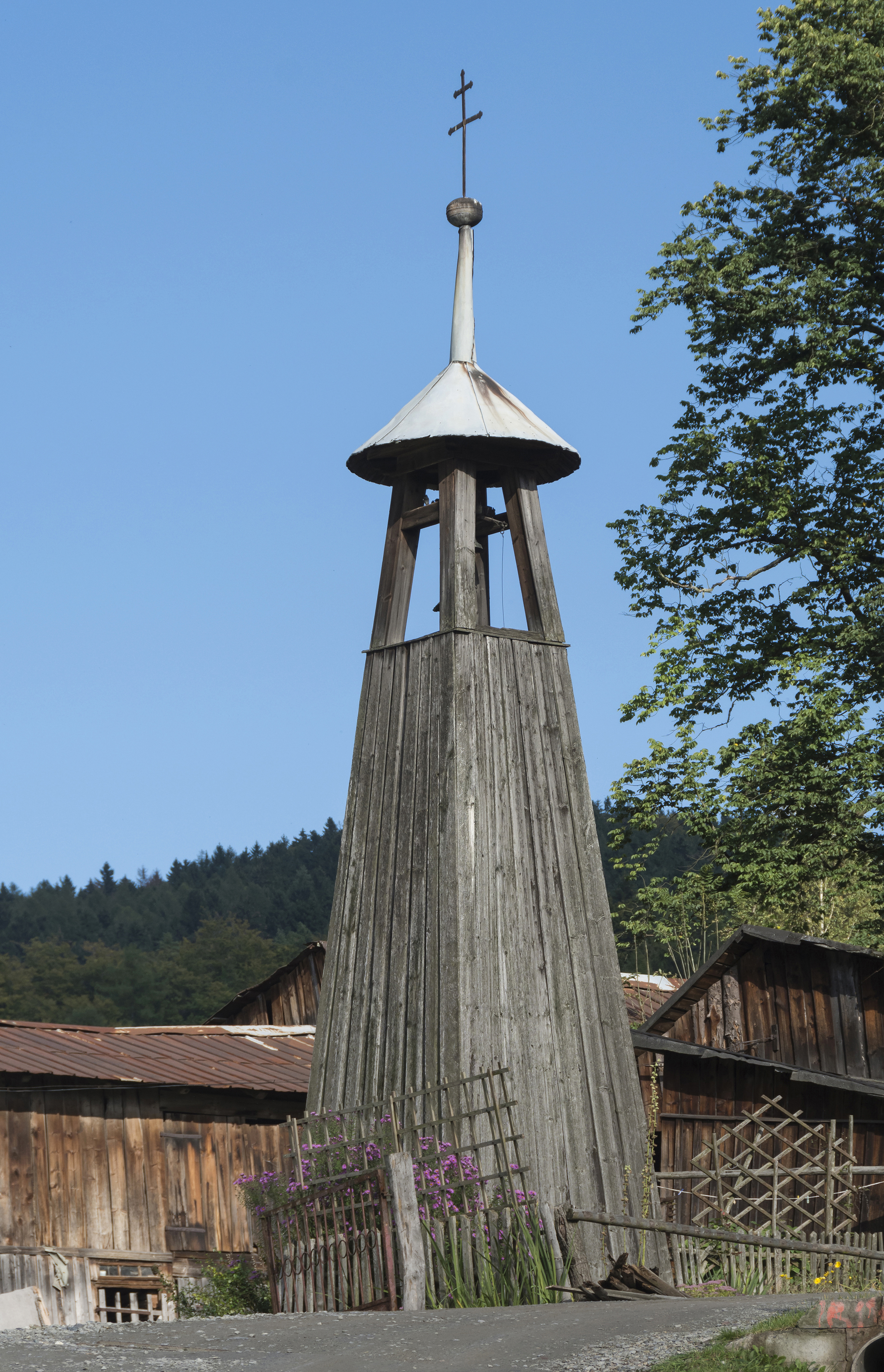
Glockenturm in Jerzykowice Wielkie

Jerzykowice Wielkie (deutsch Großgeorgsdorf; tschechisch Velký Jiříkovec, auch Velké Jiříkovice) ist ein Ort in der Landgemeinde Lewin Kłodzki im Powiat Kłodzki der Woiwodschaft Niederschlesien in Polen. Es liegt fünf Kilometer nördlich von Lewin Kłodzki (Lewin).

## Geographie
Jerzykowice Wielkie liegt an den südwestlichen Ausläufern des Heuscheuergebirges. Nachbarorte sind Jakubowice (Jakobowitz) im Norden, Darnków (Dörnikau), Żyznów (Tschischney) und Gołaczów (Hallatsch) im Osten, Dańczów (Tanz) im Südosten, Jeleniów (Gellenau) im Süden, Zakrze (Sackisch) im Südwesten und Kudowa-Zdrój (Bad Kudowa) im Westen.

## Geschichte
Großgeorgsdorf soll um 1450 durch den damaligen Landesverweser und späteren König von Böhmen Georg von Podiebrad gegründet und nach ihm benannt worden sein. Es gehörte ursprünglich zur böhmischen Herrschaft Nachod und wurde erstmals 1477 erwähnt. Damals gliederte Herzog Heinrich d. Ä., dem seit 1472 die Herrschaften Nachod und Hummel sowie die Grafschaft Glatz gehörten, das gesamte Kirchspiel Lewin, zu dem Großgeorgsdorf mit der Kolonie Blasewey gehörte, in die Herrschaft Hummel und diese im selben Jahr in seine Grafschaft Glatz ein. 1561 erwarb der böhmische Landesherr die Herrschaft Hummel. Auch nach deren Auflösung 1595 blieben die zugehörigen Ortschaften im Besitz der Böhmischen Kammer. Sie verkaufte 1684 Großgeorgsdorf und die benachbarten Dörfer Gellenau, Sackisch, Tanz, Tassau, Järker und Kleingeorgsdorf zur Finanzierung der Türkenkriege dem Kaspar Josef von Alten, dem schon das Freirichtergut in Gellenau gehörte. Dadurch wurde Großgeorgsdorf zum Gutsbezirk Gellenau untertänig.
Nach dem Ersten Schlesischen Krieg 1742 und endgültig nach dem Hubertusburger Frieden 1763 kam Großgeorgsdorf zusammen mit der Grafschaft Glatz an Preußen. Für das Jahr 1747 ist die Schreibweise „Groß Jürgsdorf“ belegt. Nach der Neugliederung Preußens gehörte es seit 1815 zur Provinz Schlesien und war 1816–1945 dem Landkreis Glatz eingegliedert. Es bildete eine eigene Landgemeinde und gehörte zusammen mit den Landgemeinden Gellenau, Groß Georgsdorf, Järker und Tanz sowie dem Gutsbezirk Gellenau zum 1874 gebildeten Amtsbezirk Gellenau. 1939 wurden 121 Einwohner gezählt.
Als Folge des Zweiten Weltkriegs fiel Großgeorgsdorf 1945 wie fast ganz Schlesien an Polen und wurde zunächst in Błażejowice und später in Jerzykowice Wielkie umbenannt. Die deutsche Bevölkerung wurde weitgehend vertrieben. Die neu angesiedelten Bewohner waren teilweise Zwangsumgesiedelte aus Ostpolen, das an die Sowjetunion gefallen war. 1975–1998 gehörte Jerzykowice Wielkie zur Woiwodschaft Wałbrzych (Waldenburg).

## Sehenswürdigkeiten
- Hölzerner Glockenturm aus dem Jahre 1847

## Kolonie Blasewey
Die Kolonie Blasewey (tschechisch Blažejov, polnisch seit 1945 Błażejów) liegt nördlich von Jerzykowice Wielkie am Kudowaer Wasser (Kudowski Potok). Oberhalb eines Steilhangs verläuft die 1871 eröffnete Heuscheuerstraße (polnisch Szosa stu zakrętów).
Blasewey wurde zusammen mit Großgeorgsdorf 1477 erstmals urkundlich erwähnt. Wie dieses gehörte es zum Kirchspiel der Lewiner Pfarrkirche St. Michael in der Herrschaft Hummel. Nach deren Auflösung gelangte es an die Böhmische Kammer und 1684 an den Gutsbezirk Gellenau. Nach dem Übergang an Preußen 1742 bzw. 1763 sind für das Jahr 1789 für die Kolonie Blasewey drei Häuslerstellen belegt, in denen 21 Bewohner lebten. 1845 waren es ebenfalls drei Häuser mit 17 katholischen Bewohnern. Mit dem Aufschwung des Kurbetriebes im unweit gelegenen Kudowa nahm die Einwohnerzahl im 19. Jahrhundert zu. Nach dem Übergang an Polen 1945 wurde Blasewey in „Błaźejów“ umbenannt und später nach Kudowa-Zdrój eingemeindet. Durch die Vertreibung der deutschen Bevölkerung blieben nachfolgend zahlreiche Häuser unbewohnt und dem Verfall preisgegeben. Seit der politischen Wende 1990 wurden einige Ferienhäuser bzw. Touristenunterkünfte geschaffen.